# Baldin de Gelo
Baldin de Gelo é uma canção da cantora brasileira Claudia Leitte, servindo como segundo single de um futuro extended play a ser lançado pela cantora. Foi lançado sob o selo da Roc Nation como single junto com um videoclipe em 4 de agosto de 2017. Composta por Tierry Coringa – com quem Leitte trabalhou anteriormente em singles como "Cartório" e "Taquitá", Matheus Kennedy e Augusto Cabrera – sendo que este também ficou encarregado da produção, a canção explora o gênero musical reggaeton – gênero usado anteriormente por Leitte nos singles "Taquitá" e "Corazón".

## Antecedentes
"Uma sequência de músicas massa e eu não sei nem como descrever a música, o meu CD tem tantas influências, de fora, de axé, de música baiana, de música popular, que tá tudo misturado, mas vocês vão gostar!"

— Claudia Leitte sobre o lançamento de um futuro álbum.
Em entrevista ao programa Amaury Jr. Show durante o leilão do Instituto Neymar Jr. em 22 de junho de 2017, Claudia Leitte revelou que pretendia lançar um EP dentro de vinte dias: "Eu estou fazendo um trabalho novo aqui, e fica pronto acho que dentro de uns vinte dias a um mês."
Dias depois a entrevista, o jornalista Ricardo Feltrin do portal UOL anunciou que Leitte irá lançar uma música inédita junto com um videoclipe com o nome de "Baldin de Gelo" e que o EP cuja cantora pretendia lançar ainda em 2017 foi descartado, onde a mesma optou por lançar as faixas como single, formando um álbum no final: "O problema de lançar CD neste momento é que muitas coisas boas se perdem, acabam sendo mal divulgadas. Eu não posso deixar isso acontecer. Tem muita música boa e eu prefiro trabalhar música por música." Essa ideia veio por causa das mudanças do mercado fonográfico, onde a cantora explicou: "Hoje em dia as pessoas baixam várias músicas de vários artistas e depois ouvem tudo misturado. Não existe mais aquele hábito que a gente tinha de ouvir todas as músicas de um CD de um artista de uma só vez."

## Estrutura musical e letra
"Baldin de Gelo" é uma canção do gênero musical reggaeton com tendência ao ragga. A faixa foi composta por Tierry Coringa –  que já havia colaborado com Leitte nas canções "Cartório", "Foragido", "Abraço Coletivo", "Ricos de Amor" e "Taquitá", Matheus Kennedy e Augusto Cabrera. A canção foi escrita em português com trechos em espanhol. A decisão de lançar a música em reggaeton foi influenciada pela força que o gênero vem conquistando mundialmente, visto que Claudia já havia experimentado esse elemento no extended play "Sette" e no singles "Corazón" e "Taquitá". Para Claudia, além da canção ter um gênero mais atual, ela tem uma mistura de todas as influências da cantora: "'Baldin de Gelo’ tem algo mais atual. Na verdade, já estamos trabalhando com ragga há muito tempo desde ‘Cartório’. Sei que tá todo mundo usando o ragga hoje, está em evidência, mas a nossa música tem uma mistura de todas as influências que eu tenho, desde a música baiana, até uma espécie de marchinha. É bem rítmica, dançante."
A narrativa da canção conta a história de uma garota que levou o fora do namorado e em vez de ficar na sofrendo por isso, ela resolve curtir a vida. Uma canção com uma narrativa assim foi uma experiência nova para Claudia, visto que ela nunca havia gravado uma canção onde ela é a narradora na história de alguém.

## Arte da capa
As duas fotos que ilustram a arte da capa do single foram fotografadas por Rodolfo Magalhães durante as gravações do videoclipe da canção. O conceito da arte trata da narrativa da música – onde Claudia experimenta ser a narradora da história da personagem, por isso a presença de duas fotos sobrepostas da cantora.

## Promoção e apresentações ao vivo
A primeira interpretação ao vivo da canção ocorreu durante o telejornal "Bahia Meio Dia", em 4 de agosto de 2017, data de lançamento da canção. Para a ocasião, Claudia Leitte optou por apresentar uma versão acústica de "Baldin de Gelo", acompanhada de um teclado, uma percussão e uma guitarra. Em 13 de agosto, Leitte cedeu uma entrevista ao Domingo Espetacular para falar mais sobre a canção e da sua relação com o reggaeton. Em 18 de agosto, Leitte participou do programa "Fuzuê" da Bahia FM, a fim de promover a canção na rádio. Em 22 de agosto, Leitte e Anitta cantaram "Baldin de Gelo" no programa Música Boa Ao Vivo. Em 24 de agosto, a cantora apresentou-a ao vivo no programa televisivo Encontro com Fátima Bernardes e no programa Caldeirão do Huck, no dia 2 de setembro. Em 6 de setembro, Leitte deu início à uma maratona de rádios em São Paulo, começando pelo Pânico no Rádio da Jovem Pan FM e em seguida no programa Agora o Bicho vai pegar da Mix FM. Em 12 de setembro, a cantora participou do "Sofazão da Transamérica" da Transamérica FM.

## Recepção da crítica
"Baldin de Gelo" recebeu avaliações majoritariamente positivas dos críticos especializados. Durante a gravação do videoclipe, Claudia recebeu os portais POPline e UOL para antecipar novidade sobre o single. O portal POPline antecipou que a música é "de coreografia fácil e letra tipo chiclete."  Ricardo Feltrin escrevendo para a UOL não poupou elogios à canção: "a qualidade da música impressiona, mesmo que a versão apresentada à reportagem ainda não estivesse masterizada. Trata-se de uma levada dançante, rítmica, uma espécie de axé-marcha, mas também com muitos efeitos eletrônicos e de teclados." Judy Cantor-Navas da Billboard estadunidense escreveu que Claudia fará o verão ainda mais quente com "Baldin de Gelo". Jurandir Dalcin do Jurandir Dalcin Comenta avaliou o single com quatro estrelas de cinco, ressaltando que "a cantora vem representando muito bem o público sedento por música POP."

## Desempenho comercial
"Baldin de Gelo" estreou em terceiro lugar assim que liberada para a compra na iTunes Store Brasil. Em menos de duas horas após o lançamento, a canção atingiu o primeiro lugar na mesma loja. Após o lançamento a canção também entrou entre as virais do Spotify entre as mais reproduzidas na playlist Global Viral, ocupando o 15° lugar das mais executadas na primeira semana de lançamento, já no Brasil a canção ocupa o 4° lugar das mais tocadas.

## Prêmios e indicações
| Ano  | Premiação       | Categoria     | Resultado | Ref.   |
| ---- | --------------- | ------------- | --------- | ------ |
| 2018 | Troféu Internet | Melhor Música | Indicado  | [ 23 ] |

## Desempenho nas tabelas musicais
| Parada (2018)       | Melhor posição |
| ------------------- | -------------- |
| Hot Axé Music Songs | 5              |

## Videoclipe

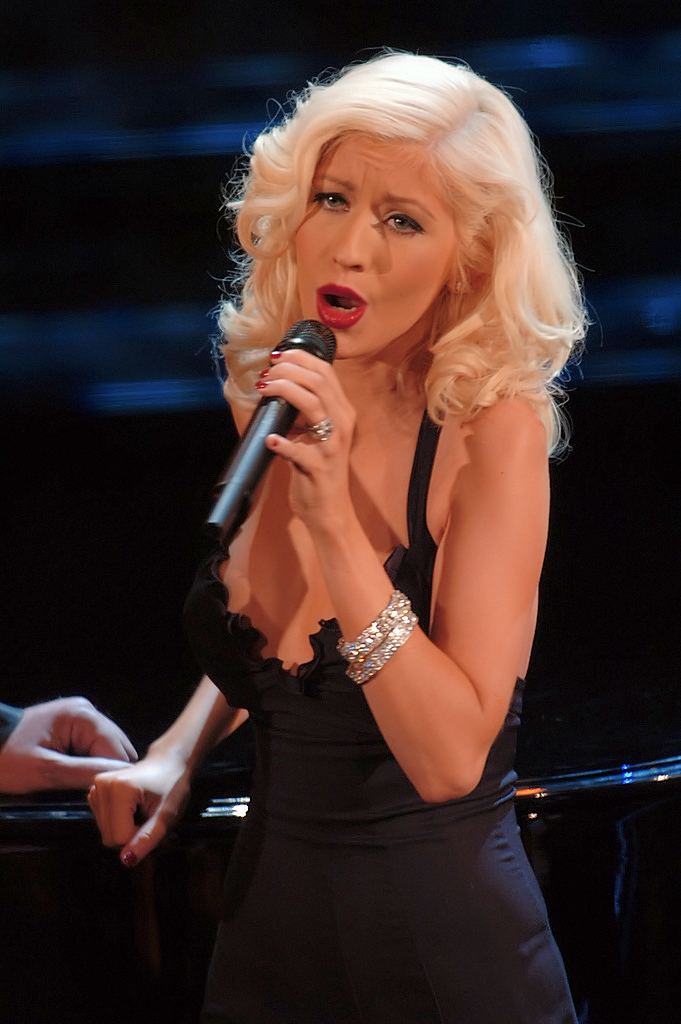
A cantora Christina Aguilera serviu como referência ao videoclipe.

Claudia Leitte gravou o videoclipe de "Baldin de Gelo" entre 12 de julho e 13 de julho em uma estação abandonada no Mooca, na cidade de São Paulo, sob a direção geral de Mess Santos – com quem Claudia trabalhou anteriormente em "Eu Gosto" e "Taquitá". As primeiras fotos do videoclipe, fotografadas por Rodolfo Magalhães, foram liberadas um dia após as gravações com exclusividade para a UOL e para o POPline. As peças de roupas usadas por Claudia foram selecionadas pelo estilista mineiro Rodrigo Polack, que optou por uma imagem street, colorida, com referências ao hip hop, ao Bronx, Brooklyn e aos anos 1980 repaginadas de modo contemporâneo, sexy e pop. Entre as peças usadas, havia um coturno da Louis Vuitton, botas da Vetement e Christian Louboutin. Uma jaqueta bomber com logotipo da turnê "Claudia 10" foi desenvolvida com exclusividade pelo estilista Eugenio Santos. A Vogue relatou que para o cabelo, Claudia usou duas cabeças diferentes assinadas por Liege Wisniewski: uma com peruca platinada lisa usada com boina Dolce & Gabbana, e outra com seus fios naturais e ondulados.
Desde quando Claudia entrou no estúdio para gravar a canção, ela desejou que o videoclipe levasse o tema "nostálgico e que, ao mesmo tempo, não deixasse de ser atual." Para o conceito do videoclipe, Claudia pensou no estilo urbano meio Brooklyn e Bronx em uma temática dos anos 1980. Mess Santos usou a série The Get Down como referência ao videoclipe e a cantora norte-americana Christina Aguilera como "referência forte para ambiente e cores." Claudia quis unir os Estados Unidos e o Brasil no videoclipe para mostrar a essência de seu trabalho em ambos os países: "Estou trabalhando com uma galeria gringa e queria elementos que tivessem a minha essência, sou brasileira e baiana, mas também precisava dividir essa atmosfera com o que tenho trazido de lá."
A partir do dia 18 de julho, os bastidores do videoclipe foram disponibilizados em quatro episódios no canal oficial de Claudia Leitte no Youtube.